# Шапка Мономаха (фильм)
«Шапка Мономаха» — советский художественный фильм для юношества, снятый Искандером Хамраевым (режиссёр-постановщик) и Геннадием Бегловым (второй режиссёр).

## Сюжет
Восьмиклассники участвуют в малопонятном научном эксперименте в Институте Мозга. «Шапка Мономаха» — прибор который надевают им на головы и проводят какие-то тесты. Школьный секретарь, сопровождавшая учеников, проверяя список фамилий, замечает в протоколе учёных крупную надпись «Петров». В ответе на вопрос об этой надписи учёные упоминают некий «коэффициент Петрова». Секретарь рассказывает об этом в учительской, считая, что речь идёт о Вальке Петрове (Коля Феофанов), непопулярном троечнике, носящем из-за своей фамилии кличку Сидоров, и вокруг него появляется ореол одарённости. Теперь подросток окружён пристальным вниманием, все его поступки, до того осуждавшиеся, теперь становятся подтверждениями его неординарности. Лидер класса, отличник Алик Шубин (Габриель Воробьёв) откровенно завидует и стремится опорочить. Петров остаётся в полном неведении и проявляет те качества, которых в нём прежде не замечали. Он оказывается трудолюбив, скромен, великодушен и внимателен к людям. Его популярность среди одноклассников выросла настолько, что потерявший своё место Шубин хочет вернуть всё. Он не постеснялся пойти в НИИ и выяснить, что «коэффициент Петрова» — научный термин, и совпадение с фамилией одноклассника — воля случая. Но его разоблачение уже не уронит «вундеркинда» в глазах ребят и учителей. Петров выдержал испытание Шапкой Мономаха.

## В ролях
- Коля Феофанов — Валя Петров
- Даша Мальчевская — Наташа
- Габриель Воробьёв — Алик Шубин
- Оля Озерецковская — Марина
- Наташа Латынская — Таня
- Софья Павлова — мать Вали Петрова
- Людмила Чурсина — директор школы
- Ольга Волкова — секретарь директора школы
- Александра Климова — учительница литературы
- Михаил Светин — учитель химии
- Александра Яковлева — учительница английского языка

## Награды
- Главный приз по разделу детских фильмов телефильму на X Всесоюзном фестивале телевизионных фильмов (1983).
- Приз мэра города на МКФ в Братиславе, ЧССР (1983).